# Villa romaine de Littlecote
La villa romaine de Littlecote est une vaste et exceptionnelle villa romaine, avec un complexe religieux associé, située à Littlecote House, à un peu plus d'un mile à l'ouest de Hungerford, dans le Berkshire. Elle a été fouillée et est exposé au public dans l'enceinte du domaine.
Elle est située à 8 km à l'ouest de la ville romaine de Cunetio en direction de Marlborough.

## Découverte et fouille

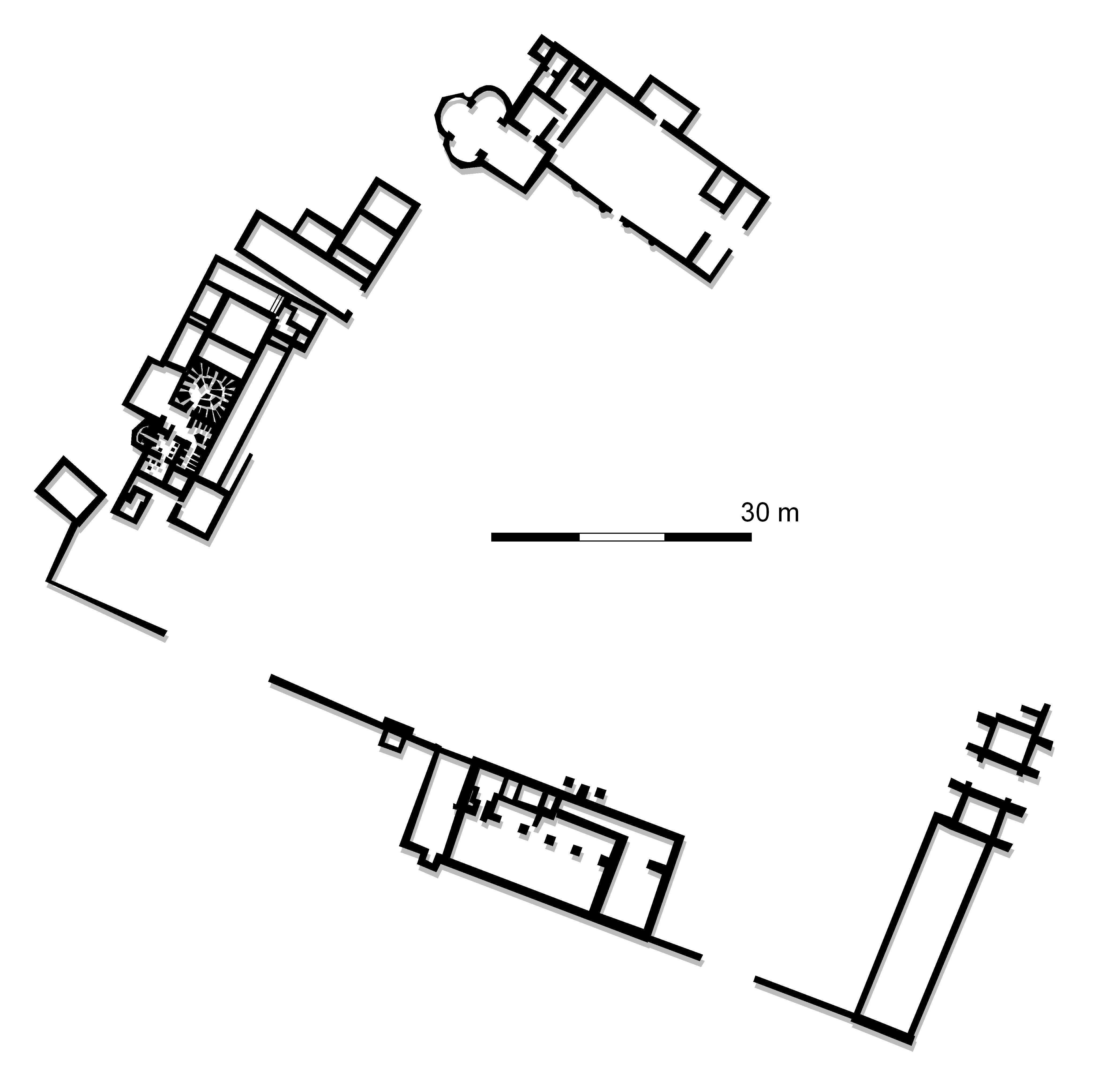
Plan de la villa

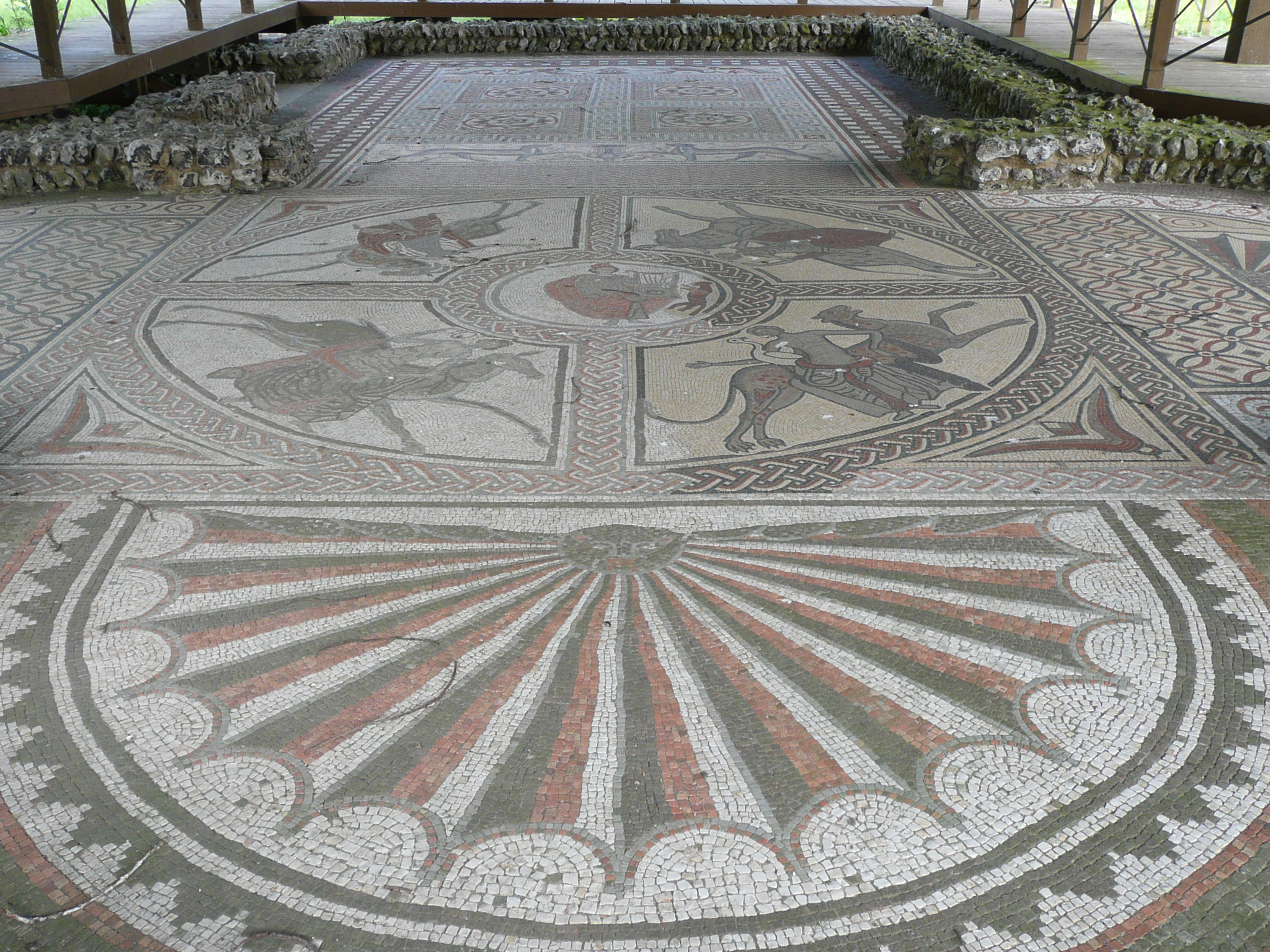
La mosaïque d'Orphée

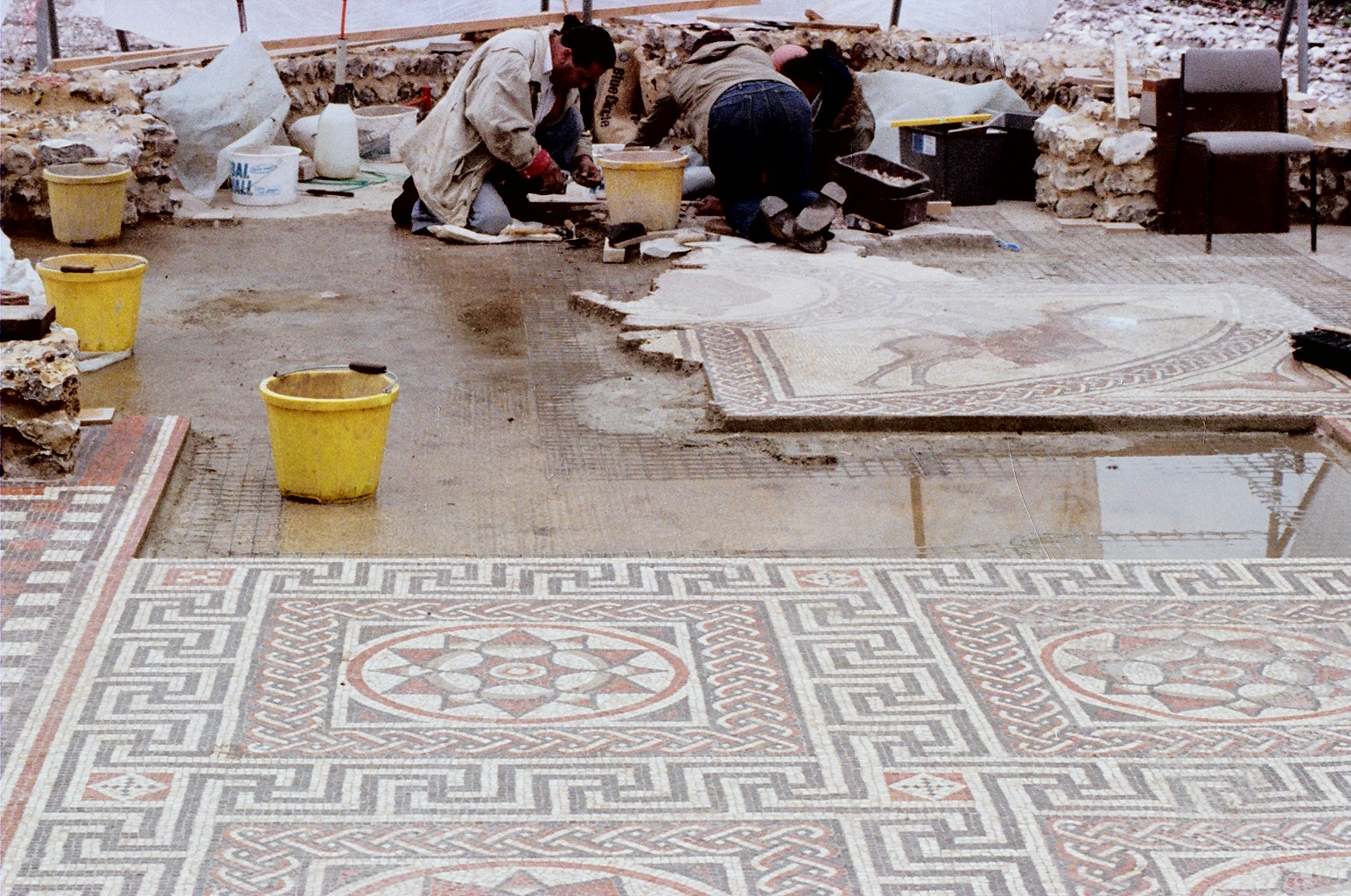
Restauration de la mosaïque de Littlecote en 1979

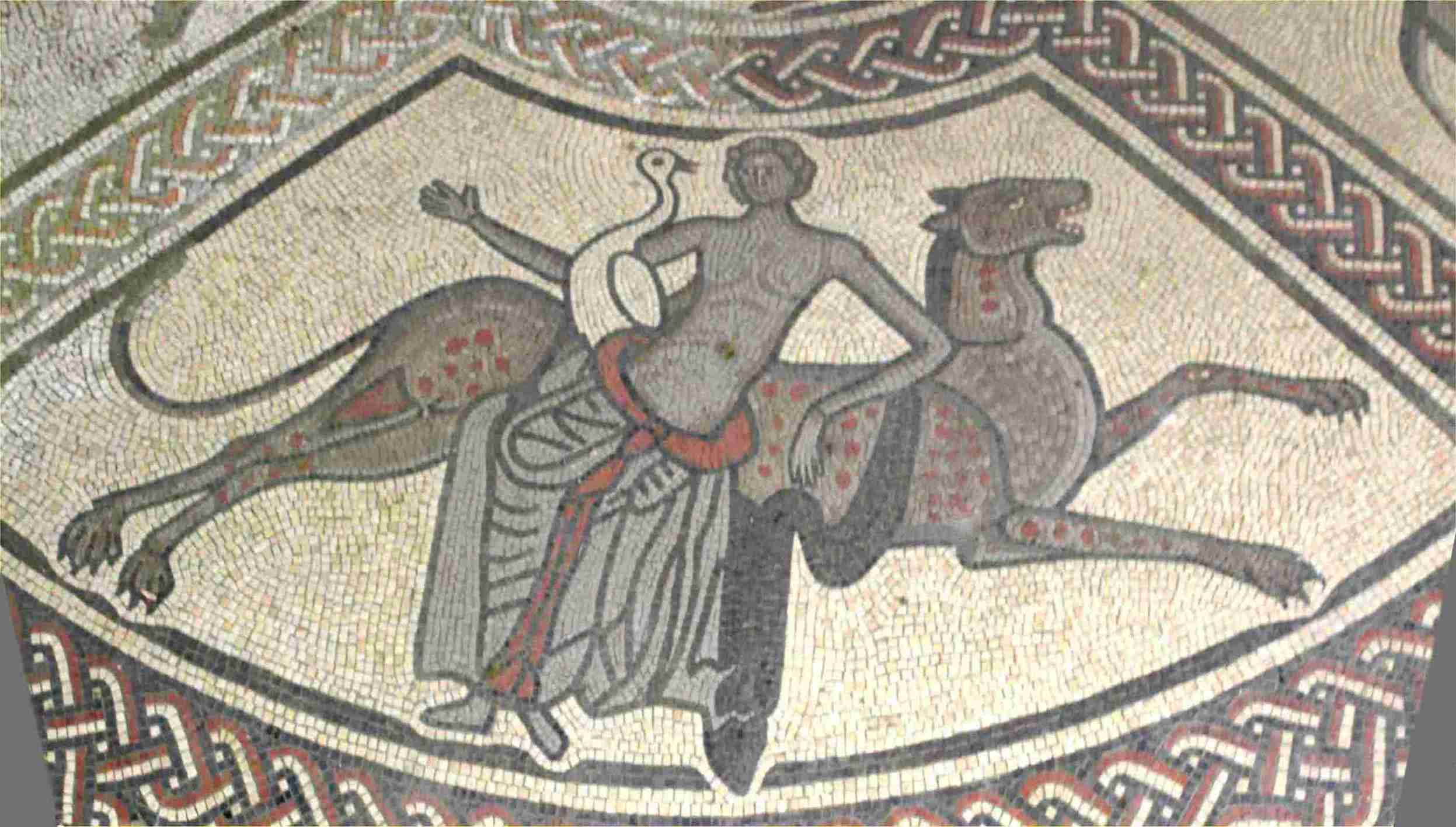
Mosaïque Littlecote - Cheval, Homme et Oiseau

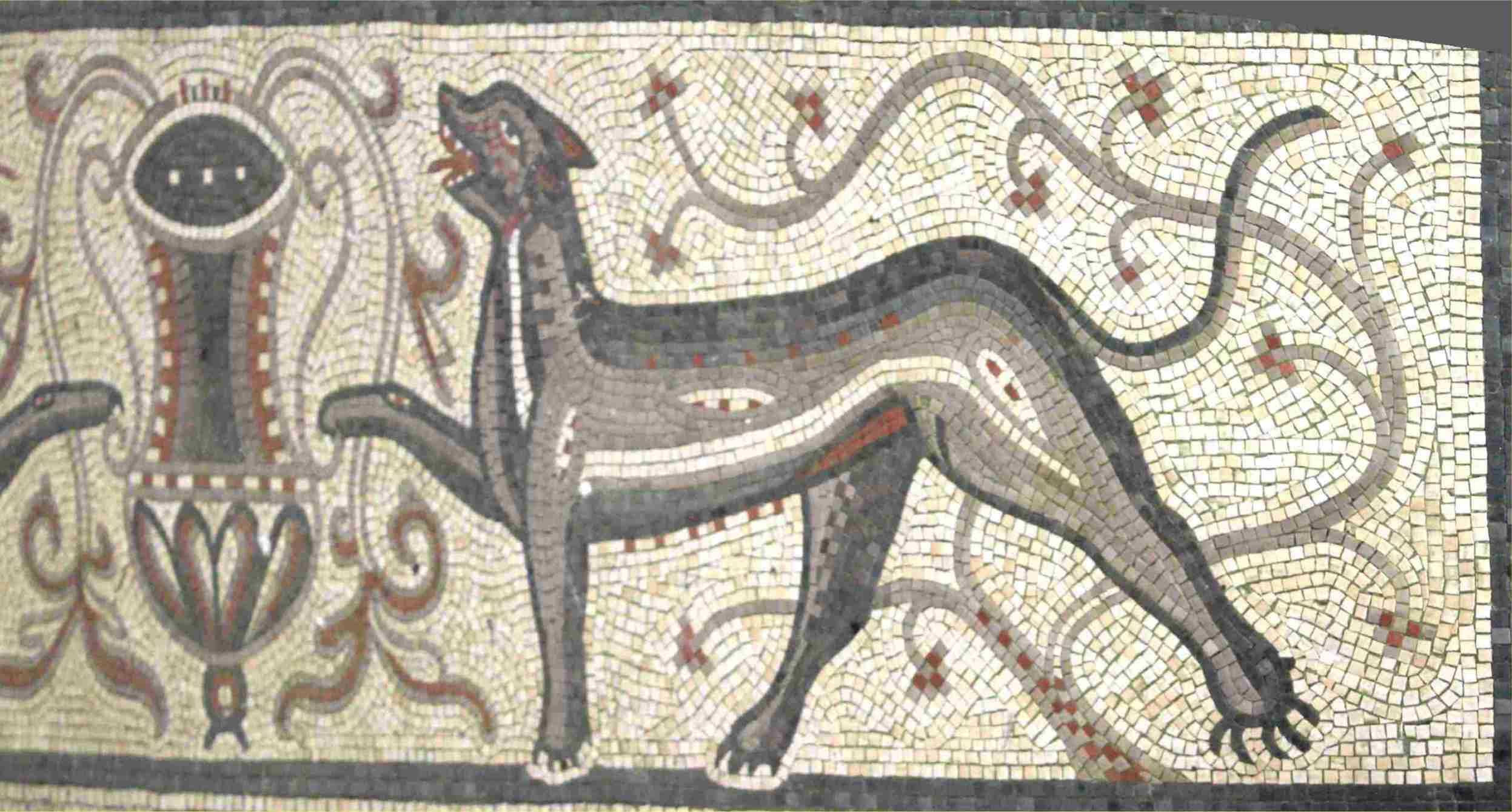
Mosaïque Littlecote - Animal et Urne

En 1727-1728, William George découvre la mosaïque d'Orphée en creusant des trous de poteaux, et elle est considérée comme « le plus beau trottoir sur lequel le soleil ait jamais brillé en Angleterre ». Une gravure et un dessin sont réalisés et la villa est ré-enterrée. Son emplacement disparait ensuite des mémoires.
Elle est redécouverte en 1976 et la mosaïque entièrement restaurée en 1980. Les fouilles du reste du site se poursuivent sous la direction de Bryn Walters jusqu'en 1991 et la mosaïque est protégée par un toit en 2000.
Depuis 2018, une nouvelle équipe s'occupe du site et les vestiges visibles sont de nouveau restaurés après une période d'abandon.

## Description
À son apogée, la villa compte environ 60 pièces, 2 suites thermales, de nombreux sols en mosaïque et plusieurs hypocaustes chauffés. La grande villa avec cour couvre une superficie d'environ 1 ha, ce qui en fait l'une des plus grandes de Grande-Bretagne. La plupart des bâtiments avaient deux étages et comprenaient 5 hautes tours. La villa possède un certain nombre d'ateliers et de granges indépendants.
Le bâtiment séparé avec les mosaïques en forme de triconque attaché à un grand bâtiment avec cour est interprété comme un centre de culte religieux, associé au renouveau païen sous Julien l'Apostat (361-363). Le bâtiment à triconque est très inhabituel et des bâtiments similaires n'existent qu'en Afrique du Nord et bien plus tard, au VIe siècle byzantin.
Cette mosaïque est généralement interprétée en termes religieux païens très compliqués impliquant non seulement Orphée, mais aussi Bacchus et Apollon, la salle étant considérée comme un centre de culte pour ces deux dieux. D'autres bâtiments peuvent avoir été convertis pour accueillir les pèlerins en visite.

## Histoire
La colonie commence par un petit établissement militaire éphémère gardant un passage routier de la rivière Kennet. Il devient plus tard un petit fortin destiné à protéger la route de la rivière Kennet pour le transport fluvial.
À partir de 70 apr. J.-C., la route est encore utilisée et le site devient une propriété locale avec des cabanes circulaires et en 120, un bâtiment rectangulaire en bois de style romain les remplace (la West Range). En 170, il est remplacé par une grande villa à deux étages avec couloir en pierre et ailée avec salle de bains intégrée.
Au IIIe siècle, les villes et les campagnes environnantes prospèrent, ce qui se traduit par des changements majeurs dans la villa. En 190, une cuisine plus grande est ajoutée à l'arrière de l'aile ouest, et en 220 la pièce centrale est équipée d'un hypocauste, et dans les bains, une salle chaude et sèche (laconicum) est ajoutée et les bains froids sont reconstruits. Entre 250 et 60, les ailes de la villa sont agrandies avec d'autres bâtiments.
En 270-80, toutes les pièces extérieures et les couloirs de la chaîne ouest sont démolis et reconstruits. Les bains de l'aile ouest sont supprimés et tous les sols hypocaustes sont comblés pour créer un nouvel ensemble de pièces avec des sols en mosaïque. Les ailes reliées par une véranda du premier étage à l'avant de la maison sont complétées par des tours d'angle, la tour sud étant dotée d'un hypocauste. La grange située au sud est transformée en bâtiment résidentiel avec salle de bain.
En 290, l'aile Est est construite, complétant l'enceinte de 4 ailes et comprenant une grande écurie et une impressionnante guérite, la plus grandiose de Grande-Bretagne, avec 3 voûtes soutenant de longues pièces à l'étage supérieur, peut-être pour le grain.
Le grand bâtiment dans lequel la mosaïque d'Orphée est ensuite insérée est construit au bord de la rivière dans les années 60-80 comme une maison ronde et vers 100 est transformé en une grange ouverte avec des séchoirs à maïs et des fours à pain. En 300, une petite salle de bains est insérée. En 310-50, les bains sont agrandis. Le séchoir à maïs est démoli et remplacé par une salle de bains froide (frigidarium) et un vestiaire (apodyterium) avec cheminée.
Le milieu du IVe siècle est marqué par de nombreux bouleversements dans la Grande-Bretagne romaine, lorsque de nombreuses villes et villas sont endommagées. À Littlecote, en 360, la partie ressemblant à une grange est transformée en cour et la salle triconque est construite à côté, avec sa propre salle de bains élaborée. Sur son sol est posée la désormais célèbre mosaïque d'Orphée. Des changements majeurs ont également lieu dans les fonctions de la villa, d'après des preuves numismatiques, à mesure que l'agriculture cesse, mais la salle exotique d'Orphée suggère que le site a été converti en un centre religieux dédié au culte d'Orphée et de Bacchus qui remonte à la Grèce antique.
De nombreux bâtiments sont démolis ou tombent en ruine vers 400, peu après la législation Théodose contre le paganisme et avant le retrait romain de Grande-Bretagne. Deux structures subromaines en bois sont également identifiées sur le site.